# 1673 van Houten
1673 van Houten eller 1937 TH är en asteroid i huvudbältet, som upptäcktes 11 oktober 1937 av den tyske astronomen Karl Wilhelm Reinmuth i Heidelberg. Den har fått sitt namn efter astronomen Cornelis Johannes van Houten.
Asteroiden har en diameter på ungefär 20 kilometer.